# Atletica leggera ai Giochi della XXVI Olimpiade - Getto del peso maschile

Video della Finale (telecronaca Rai)

Il getto del peso ha fatto parte del programma di atletica leggera maschile ai Giochi della XXVI Olimpiade. La competizione si è svolta il 26 luglio 1996 allo Stadio Olimpico del Centenario di Atlanta.

## Presenze ed assenze dei campioni in carica
| Competizione         | Atleta             | Prestazione | Atlanta 1996 |
| -------------------- | ------------------ | ----------- | ------------ |
| Olimpiadi 1992       | Mike Stulce        | 21,70 m     | Rit. 1993    |
| Goodwill Games 1994  | Cottrell J. Hunter | 20,35 m     | Presente     |
| Europei 1994         | Oleksandr Klymenko | 20,78 m     | Presente     |
| Coppa del mondo 1994 | Cottrell J. Hunter | 19,92 m     | Presente     |
| Panamericani 1995    | Cottrell J. Hunter | 20,52 m     | Presente     |
| Mondiali 1995        | John Godina        | 21,47 m     | Presente     |
|                      |                    |             |              |
| Mondiali junior 1992 | Jurij Bilonoh      | 18,46 m     | Non selez.   |

1. ↑  La sfera pesa 6 kg.

## La gara
Qualificazioni: il miglior lancio è di Paolo Dal Soglio con 20,58. Sette atleti ottengono la misura richiesta di 19,80. Ad essi vanno aggiunti i 5 migliori lanci, fino a 19,39.
Finale: al primo turno Oleksandr Bahač piazza un buon 20,41. Dal Soglio è terzo con 20,12. Al secondo turno il nostro scaglia la palla di ferro a 20,65 e passa in testa alla classifica. Incrementa il suo primato al quarto turno con 20,74.
Ma gli ultimi due turni sono deleteri per l'atleta toscano. Si scatenano i due americani: John Godina lancia 20,79 alla quinta prova. All'ultimo turno Randy Barnes si sveglia dal letargo e piazza una botta a 21,62 (aveva solo 20,44) che gli vale l'oro. Dal Soglio si ritrova nuovamente terzo.
Non bastasse, Bahač beffa Dal Soglio con un lancio a 20,75, giusto un centimetro in più dell'italiano, sufficiente per sfilargli il bronzo dal collo.

## Risultati

### Qualificazioni
Accedono alla finale gli atleti che ottengono la misura di 19,80 metri o le prime 12 migliori misure.
| Pos. | Gruppo | Atleta             | Nazionalità     | 1ª prova | 2ª prova | 3ª prova | Risultato | Note |
| ---- | ------ | ------------------ | --------------- | -------- | -------- | -------- | --------- | ---- |
| 1    | B      | Paolo Dal Soglio   | Italia          | 19,43 m  | 20,58 m  |          | 20,58 m   | Q    |
| 2    | B      | John Godina        | Stati Uniti     | 20,54 m  |          |          | 20,54 m   | Q    |
| 3    | A      | Oliver-Sven Buder  | Germania        | 19,76 m  | 20,43 m  |          | 20,43 m   | Q    |
| 4    | A      | Randy Barnes       | Stati Uniti     | x        | 19,70 m  | 20,42 m  | 20,42 m   | Q    |
| 5    | B      | Oleksandr Bahač    | Ucraina         | 20,23 m  |          |          | 20,23 m   | Q    |
| 6    | B      | Cottrell J. Hunter | Stati Uniti     | 19,95 m  |          |          | 19,95 m   | Q    |
| 7    | A      | Roman Virastjuk    | Ucraina         | 19,81 m  |          |          | 19,81 m   | Q    |
| 8    | A      | Dragan Perić       | Jugoslavia      | 19,61 m  | x        | 19,61 m  | 19,61 m   | q    |
| 9    | A      | Dzmitryj Hančaruk  | Bielorussia     | 19,57 m  | x        | 19,17 m  | 19,57 m   | q    |
| 10   | B      | Oleksandr Klymenko | Ucraina         | 19,11 m  | 19,45 m  | x        | 19,45 m   | q    |
| 11   | A      | Corrado Fantini    | Italia          | 18,63 m  | 19,40 m  | 19,00 m  | 19,40 m   | q    |
| 12   | B      | Bilal Saad Mubarak | Qatar           | 19,39 m  | 19,23 m  | 19,28 m  | 19,39 m   | q    |
| 13   | A      | Dirk Urban         | Germania        | 19,39 m  | 18,82 m  | 19,23 m  | 19,39 m   |      |
| 14   | A      | Mika Halvari       | Finlandia       | 19,37 m  | x        | 18,78 m  | 19,37 m   |      |
| 15   | B      | Manuel Martínez    | Spagna          | 19,12 m  | 18,93 m  | 18,90 m  | 19,12 m   |      |
| 16   | A      | Michael Mertens    | Germania        | 18,57 m  | 18,90 m  | 19,07 m  | 19,07 m   |      |
| 17   | A      | Kent Larsson       | Svezia          | 18,60 m  | 18,86 m  | 19,05 m  | 19,05 m   |      |
| 18   | A      | Arsi Harju         | Finlandia       | 18,56 m  | 19,01 m  | x        | 19,01 m   |      |
| 19   | A      | Giorgio Venturi    | Italia          | 18,60 m  | 18,98 m  | 18,52 m  | 18,98 m   |      |
| 20   | B      | Evgenij Palčikov   | Russia          | 18,75 m  | 18,83 m  | 18,96 m  | 18,96 m   |      |
| 21   | B      | Miroslav Menc      | Rep. Ceca       | 18,69 m  | 18,13 m  | 18,42 m  | 18,69 m   |      |
| 22   | B      | Gert Weil          | Cile            | 18,64 m  | 18,67 m  | 18,58 m  | 18,67 m   |      |
| 23   | B      | Yojer Medina       | Venezuela       | x        | 18,49 m  | 18,53 m  | 18,53 m   |      |
| 24   | A      | Ilias Louka        | Cipro           | 18,48 m  | 17,98 m  | x        | 18,48 m   |      |
| 25   | A      | Chima Ugwu         | Nigeria         | 18,39 m  | 18,35 m  | 18,33 m  | 18,39 m   |      |
| 26   | A      | Aleksey Šidlovskij | Russia          | 17,84 m  | 18,34 m  | 18,37 m  | 18,37 m   |      |
| 27   | B      | Shaun Pickering    | Gran Bretagna   | 18,29 m  | 18,23 m  | 17,45 m  | 18,29 m   |      |
| 28   | B      | Mikhalis Louka     | Cipro           | 18,23 m  | 18,03 m  | 18,12 m  | 18,23 m   |      |
| 29   | B      | Khalid Al-Khalidi  | Arabia Saudita  | 18,22 m  | x        | 17,83 m  | 18,22 m   |      |
| 30   | A      | Saulius Kleiza     | Lituania        | 18,08 m  | 18,21 m  | 18,18 m  | 18,21 m   |      |
| 31   | B      | Bradley Snyder     | Canada          | 17,98 m  | x        | x        | 17,98 m   |      |
| 32   | B      | Viktor Bulat       | Bielorussia     | 16,70 m  | 16,67 m  | 17,29 m  | 17,29 m   |      |
| 33   | B      | Sergey Kot         | Uzbekistan      | 16,51 m  | x        | 16,05 m  | 16,51 m   |      |
| 34   | A      | Anthony Leiato     | Samoa Americane | 12,28 m  | x        | 13,02 m  | 13,02 m   |      |
| -    | A      | Jenő Kóczián       | Ungheria        | x        | x        | x        | NM        |      |
| -    | A      | Sergey Rubtsov     | Kazakistan      | x        | -        | -        | NM        |      |

### Finale
I migliori 8 classificati dopo i primi tre lanci accedono ai tre lanci di finale.
| Pos.    | Atleta             | Paese       | 1ª prova | 2ª prova | 3ª prova | 4ª prova | 5ª prova | 6ª prova | Misura  | Note |
| ------- | ------------------ | ----------- | -------- | -------- | -------- | -------- | -------- | -------- | ------- | ---- |
| Oro     | Randy Barnes       | Stati Uniti | 19,46 m  | 20,44 m  | x        | 20,26 m  | 20,32 m  | 21,62 m  | 21,62 m |      |
| Argento | John Godina        | Stati Uniti | x        | 19,91 m  | 19,98 m  | 20,64 m  | 20,79 m  | x        | 20,79 m |      |
| Bronzo  | Oleksandr Bahač    | Ucraina     | 20,41 m  | 20,50 m  | 20,29 m  | x        | x        | 20,75 m  | 20,75 m |      |
| 4       | Paolo Dal Soglio   | Italia      | 20,12 m  | 20,65 m  | 19,92 m  | 20,74 m  | 20,60 m  | x        | 20,74 m |      |
| 5       | Oliver-Sven Buder  | Germania    | 20,16 m  | 19,92 m  | 20,37 m  | 20,13 m  | 20,51 m  | 19,71 m  | 20,51 m |      |
| 6       | Roman Virastjuk    | Ucraina     | 19,46 m  | 19,86 m  | 20,32 m  | 20,21 m  | 20,45 m  | x        | 20,45 m |      |
| 7       | Cottrell J. Hunter | Stati Uniti | 19,99 m  | 20,09 m  | 20,39 m  | x        | 20,25 m  | 20,35 m  | 20,39 m |      |
| 8       | Dragan Perić       | Jugoslavia  | 19,66 m  | 19,75 m  | 19,98 m  | x        | x        | 20,07 m  | 20,07 m |      |
| 9       | Dzmitryj Hančaruk  | Bielorussia | x        | 19,79 m  | x        |          |          |          | 19,79 m |      |
| 10      | Bilal Saad Mubarak | Qatar       | 19,11 m  | 19,33 m  | x        |          |          |          | 19,39 m |      |
| 11      | Corrado Fantini    | Italia      | 19,30 m  | x        | x        |          |          |          | 19,30 m |      |
| 12      | Oleksandr Klymenko | Ucraina     | x        | x        | x        |          |          |          | NM      |      |

Legenda:
- X = Lancio nullo;
- RO = Record olimpico;
- RN = Record nazionale;
- RP = Record personale.